# Miosis
Miosis är ett progressivt hårdrocksband från Göteborg, Sverige. Bandet grundades 2002 av Mattias Axelsson och Fabian Ericson i Hjo och kallade sig då Soma Soul Transfusion, ett namn som sedermera byttes till Miosis 2005.
Debutalbumet Albedo Adaptation släpptes i januari 2009 på independentbolaget Lion Music.

## Medlemmar
Nuvarande medlemmar
- Mattias Axelsson – trummor (2005– )
- Fabian Ericsson – gitarr (2005–2007, 2010– )
- Erik Skoglund – sång, gitarr (2005–2007),  gitarr (2015– )
- Michael Andersson – sång (2011– )
- Mikael Mangs Edwardsson – basgitarr (2015– )

Tidigare medlemmar
- Mikael Mangs Edwardsson – basgitarr (2005–2010),  gitarr, keyboard (2010–2013)
- Henrik von Harten – gitarr (2007–2010)
- Mårten Bergkvist – gitarr (2005, 2007–2010)
- Torin Williams – sång (2007–2010)[2]
- André Robsahm – basgitarr (2010–2015)

Medlemmar i "Soma Soul Transfusion"
- Mattias Axelsson – trummor (1998–2005)
- Fabian Ericsson – gitarr (1998–2005)
- Claes Kjellberg – basgitarr (1998–2002)
- Petter Pettersson – basgitarr, keyboard (2003)
- Mårten Bergkvist – gitarr (2003–2005)
- Mikael Mangs Edwardsson – basgitarr (2004–2005)
- Stefan Brun – sång (2004)
- Erik Skoglund – sång (2004–2005)

## Diskografi
Studioalbum
- 2009 – Albedo Adaptation

EP
- 2005 – Miosis
- 2007 – Konvolut
- 2015 – Caripito

EP som "Soma Soul Transfusion"
- 2003 – Songs of Passion
- 2004 – Albedo Adaptation